# Mahanagar (Die große Stadt)
Mahanagar (Bengalisch: মহানগর, Mahānagar; übersetzt: Die Großstadt) ist ein indischer Spielfilm von Satyajit Ray aus dem Jahr 1963. Er entstand nach der Kurzgeschichte Abataranika von Narendranath Mitra.

## Handlung
Im Kolkata Mitte der 1950er Jahre lebt die Familie Mazumdar (Subrata, seine Frau Arati, deren Sohn, Subratas Eltern und seine Schwester) unter einem Dach. Subrata arbeitet bei einer Bank und kann mit seinem Einkommen die große Familie nur schwer allein unterhalten – sein Vater braucht neue Brillengläser, das Schulgeld seiner Schwester ist fällig und seine Mutter möchte neuen Tabak haben.
Als Subrata Arati von einer respektablen Familie erzählt, in der auch die Frau arbeiten geht, fasst Arati den Plan, entgegen allen Konventionen auch durch Arbeit zum Familieneinkommen beizutragen. Gegen den Willen ihrer Schwiegereltern nimmt sie einen Job als Verkäuferin von Strickmaschinen an.
Das Arbeitsleben gewinnt ihr eine neue Lebensdimension, sie ist erfolgreich und wird immer selbstbewusster, Subrata hingegen wird unsicher, auch sein Vater drängt ihn, Arati zur Aufgabe des Jobs zu bewegen. Als sie am nächsten Tag kündigen will, ruft sie Subrata an und teilt ihr mit, dass er gerade seinen Job in der Bank verloren hat; Arati wird damit zum Alleinverdiener der Familie. Subrata leidet zunehmend daran, seine Frau arbeitengehen zu sehen, während er erfolglos Jobangebote sucht. Er entfremdet sich von Arati.
Arati hat in ihrer anglo-indischen Kollegin Edith Simmons eine neue Freundin gefunden. Ihr Boss Mukherjee sieht in Edith aufgrund ihrer Abstammung eine Frau mit lockerem Lebenswandel und kündigt sie schließlich. Arati setzt sich für sie bei ihm ein, ihr wird jedoch ebenfalls mit Kündigung gedroht. Daraufhin gibt sie Mukherjee ihr altes Kündigungsschreiben und geht. Auf der Straße trifft sie ihren Mann, der über ihre Neuigkeit schockiert ist. Sie versöhnen sich jedoch und Arati ist sicher, dass in einer so großen Stadt wie Kolkata einer von beiden bestimmt wieder einen Job finden wird. Sie verschwinden in der Menge.

## Hintergrund
Es ist der erste Film der Schauspielerin Madhabi Mukherjee mit Ray. Sie trat außerdem in dessen Filmen Charulata (1964) und Kapurush (1965) auf. Ihr Filmdebüt hatte die Schauspielerin 1959 in einem Film von Mrinal Sen.
Jaya Bhaduri hatte in Mahanagar ihren ersten Filmauftritt.

## Kritiken
„Ein anrührender und erheiternder Beitrag des bedeutenden indischen Filmemachers zum Thema der Emanzipation der Frau; atmosphärisch dicht, breit und bedachtsam inszeniert.“

## Auszeichnungen
- Certificate of Merit, New Delhi, 1964
- Silberner Bär für die beste Regie, Berlinale 1964